# Jagiellonia Białystok w sezonie 1976/1977

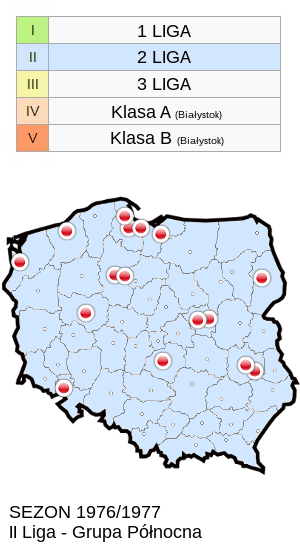
BOZPN - Zespoły występujące w II lidze (gr.północnej) w sezonie 1976/77

Jagiellonia Białystok przystąpiła do rozgrywek II Ligi w grupie północnej.

Od 1975 roku po wprowadzeniu reformy administracyjnej (49 województw) powstały nowe okręgowe związki piłki nożnej, w regionie oprócz białostockiego powstał Łomżyński OZPN oraz Suwalski OZPN.

## II poziom rozgrywkowy
Rozgrywki II ligi odbywały się jak przed rokiem w dwóch grupach „północna” i „południowa”, Jagiellonia grała grupie północnej. Nastąpiła jedna zmiana w regulaminie, do III ligi spadały 4 zespoły (wcześniej 3) z miejsca 13,14,15,16.

Klub rozgrywał swoje mecze na stadionie Gwardii Białystok, mecze cieszyły się coraz większym zainteresowaniem oraz oczekiwaniem kibiców na sukcesy. Sezon właśnie tak się rozpoczął, po 4 kolejkach zespół zajmował pozycję lidera. Niestety słabsza forma w końcówce sezonu, kontuzje zawodników, spowodowały, że ostatecznie klub zajął 10 miejsce.

Przed sezonem białostoczanie stracili najlepszego napastnika Jerzy Zawiślan przeszedł do Arki Gdynia, kadra została zasilona kilkoma piłkarzami z regionu. Nowym szkoleniowcem Jagiellonii został Longin Janeczek.
W rozgrywkach Pucharu Polski Jagiellonia wystartowała od I rundy mierząc się na wyjeździe z Avią Świdnik, mecz zakończył się porażką białostoczan 2:0.
W meczu z Motorem Lublin doszło do strzelenia bramki przez bramkarza Jagiellonii Józefa Sikorskiego, który uczynił to strzałem (wybiciem) ze swojego pola karnego.

## Końcowa tabela II Ligi (Grupa Północna)
| Lp. | Drużyna                        | M  | Z  | R  | P  | Bramki | Bramki | Różn. | Pkt. | Uwagi              |
| --- | ------------------------------ | -- | -- | -- | -- | ------ | ------ | ----- | ---- | ------------------ |
| 1   | Zawisza Bydgoszcz              | 30 | 14 | 13 | 3  | 38     | 16     | +22   | 41   | Awans do I ligi    |
| 2   | Zagłębie Wałbrzych             | 30 | 17 | 7  | 6  | 58     | 26     | +32   | 41   |                    |
| 3   | Stoczniowiec Gdańsk            | 30 | 13 | 12 | 5  | 30     | 17     | +13   | 38   |                    |
| 4   | Motor Lublin                   | 30 | 13 | 11 | 6  | 31     | 22     | +9    | 37   |                    |
| 5   | Lechia Gdańsk                  | 30 | 10 | 15 | 5  | 34     | 20     | +14   | 35   |                    |
| 6   | Bałtyk Gdynia                  | 30 | 10 | 11 | 9  | 39     | 32     | +7    | 31   |                    |
| 7   | Avia Świdnik                   | 30 | 8  | 15 | 7  | 22     | 24     | -2    | 31   |                    |
| 8   | Olimpia Poznań                 | 30 | 10 | 11 | 9  | 31     | 34     | -3    | 31   |                    |
| 9   | Gwardia Warszawa               | 30 | 7  | 16 | 7  | 19     | 19     | 0     | 30   |                    |
| 10  | Jagiellonia Białystok          | 30 | 11 | 7  | 12 | 27     | 34     | -7    | 29   |                    |
| 11  | Gwardia Koszalin               | 30 | 8  | 12 | 10 | 30     | 33     | -3    | 28   |                    |
| 12  | Arkonia Szczecin               | 30 | 9  | 8  | 13 | 39     | 51     | -12   | 26   |                    |
| 13  | Ursus Warszawa                 | 30 | 8  | 8  | 14 | 29     | 32     | -3    | 24   | Spadek do III ligi |
| 14  | Olimpia Elbląg                 | 30 | 5  | 12 | 13 | 29     | 47     | -18   | 22   | Spadek do III ligi |
| 15  | Polonia Bydgoszcz              | 30 | 5  | 9  | 16 | 18     | 44     | -26   | 19   | Spadek do III ligi |
| 16  | Concordia Piotrków Trybunalski | 30 | 4  | 9  | 17 | 24     | 47     | -23   | 17   | Spadek do III ligi |

## Skład, statystyka, transfery
| Nr | Zawodnik               | Poz. | Data ur.   | Wz.  | Mecze | Br. | Transfer z/do                 | Ostatni klub        |
| -- | ---------------------- | ---- | ---------- | ---- | ----- | --- | ----------------------------- | ------------------- |
|    | Edward Korotkiewicz    | BR   | 01.04.1948 | 1,90 | 12    | 0   |                               | Włókniarz Białystok |
|    | Jan Szurpicki          | BR   | b.d.       | -    | 1     | 0   | 1976(j) z ?                   | b.d.                |
|    | Józef Sikorski         | BR   | 28.05.1952 | 1,83 | 20    | 1   | 1976(w) z Odra Opole          | Odra Opole          |
|    | Stanisław Szwejkowski  | OB   | 4.05.1947  | -    | 29    | 2   |                               | Włókniarz Białystok |
|    | Jerzy Łapicz           | OB   | ?.?.1949   | -    | 26    | 0   |                               | Włókniarz Białystok |
|    | Czesław Gościłowicz    | OB   | ?.?.1951   | -    | 16    | 1   |                               | Włókniarz Białystok |
|    | Sławomir Tołkacz w     | OB   | ?.?.1955   | -    | 13    | 0   |                               | wychowanek          |
|    | Jerzy Stankiewicz w    | OB   | b.d.       | -    | 26    | 1   |                               | wychowanek          |
|    | Jerzy Burak            | OB   | b.d.       | -    | 2     | 0   |                               | Wigry Suwałki       |
|    | Zenon Szalecki         | PO   | 18.05.1954 | 1,79 | 26    | 2   | 1976(w) z Legia Warszawa      | Legia Warszawa      |
|    | Wiesław Wołoszyn       | PO   | 26.06.1954 | -    | 2     | 0   | 1977(w) z Wigry Suwałki       | Wigry Suwałki       |
|    | Marek Bitel w          | PO   | 13.12.1956 | 1,71 | 1     | 0   | 1976(j) z jun.                | wychowanek          |
|    | Ryszard Karalus        | PO   | 26.05.1945 | -    | 11    | 0   |                               | Włókniarz Białystok |
|    | Andrzej Pietrzyk       | PO   | 1.11.1945  | 1,76 | 27    | 1   | -                             | Włókniarz Białystok |
|    | Tadeusz Siejewicz      | PO   | 24.02.1951 | 1,76 | 23    | 1   |                               | Włókniarz Białystok |
|    | Marian Cieslik         | PO   | ?.?.1951   | -    | 18    | 4   |                               | Włókniarz Białystok |
|    | Jan Żukowski           | PO   | ?.?.1952   | -    | 1     | 0   |                               | Włókniarz Białystok |
|    | Andrzej Laskowski      | PO   | ?.?.1954   | -    | 19    | 1   | 1976(w) z Włókniarz Białystok | Włókniarz Białystok |
|    | Zbigniew Skoczylas     | PO   | 21.08.1951 | -    | 0     | 0   |                               | Husar Nurzec        |
|    | Piotr Sieliwonik       | NA   | ?.?.1952   | -    | 25    | 7   |                               | Włókniarz Białystok |
|    | Marek Danilczuk        | NA   | ?.?.1953   | -    | 8     | 1   | 1975(j) z ?                   | b.d.                |
|    | Jan Drumski            | NA   | ?.?.1947   | -    | 29    | 2   |                               | Włókniarz Białystok |
|    | Benedykt Wróbel        | NA   | b.d.       |      | 21    | 1   | 1976(j) z Dąb Dębno           | Dąb Dębno           |
|    | Andrzej Bielak         | NA   | 27.01.1957 | 1,71 | 20    | 2   | 1976(j) z Włókniarz Białystok | Włókniarz Białystok |
|    | bramka samobójcza      |      |            |      |       | -   |                               |                     |
|    | Grzegorz Szerszenowicz | BR   | 15.01.1945 | -    | 0     | 0   | 76(w) do Mazur Ełk            | Broń Radom          |
|    | Jerzy Zawiślan         | NA   | 18.10.1951 | -    | 0     | 0   | 76(j) do Arka Gdynia          | Sandecja Nowy Sącz  |
|    | Kazimierz Mudrewicz    | NA   | ?.?.1950   | -    | 0     | 0   | 76(w) do ?                    | Sokół Sokółka       |
|    | Jerzy Kolendo          | NA   | ?.?.1951   | -    | 0     | 0   | 76(j) do ?                    | Stal Rzeszów        |

- 19 czerwca przed meczem z Avią Świdnik nastąpiło pożegnanie Andrzeja Pietrzyka, który wyjeżdża do Australii, aby grać w tamtejszej drużynie Polonia Sydney.

## Mecze
| Mecze i wyniki | Mecze i wyniki                  | Mecze i wyniki    | Mecze i wyniki | Mecze i wyniki | Mecze i wyniki                 | Mecze i wyniki | Mecze i wyniki                                                            | Poz w lidze. | Poz w lidze. | Poz w lidze. |
| Lp. | Data                            | Rozgrywki         | F.             | D/W            | Przeciwnik                     | Wynik          | Strzelcy bramek                                                           | M.           | P.           | Br.          |
| --- | ------------------------------- | ----------------- | -------------- | -------------- | ------------------------------ | -------------- | ------------------------------------------------------------------------- | ------------ | ------------ | ------------ |
| 1 2 | 8.08.1976 Świdnik               | PP - I run.       | -              | W              | Avia Świdnik                   | 2:0            |                                                                           | odpadnięcie  | odpadnięcie  | odpadnięcie  |
| 2 661 | 15.08.1976 Warszawa             | II Liga - 1 kol.  | -              | W              | Gwardia Warszawa               | 0:1            | Wróbel 27'                                                                | 4            | 2            | 1:0          |
| 3 662 | 22.08.1976 Białystok            | II Liga - 2 kol.  | 10000          | D              | Lechia Gdańsk                  | 0:0            |                                                                           | 5            | 3            | 1:0          |
| 4 663 | 29.08.1976 Piotrków Trybunalski | II Liga - 3 kol.  | 5000           | W              | Concordia Piotrków Trybunalski | 2:6            | Pietrzyk 13' Drumski 22' Sieliwonik 39' 83' Szwejkowski 66' Danilczuk 78' | 3            | 5            | 7:2          |
| 5 664 | 5.09.1976 Białystok             | II Liga - 4 kol.  | 11000          | D              | Arkonia Szczecin               | 2:1            | Szalecki 20 Sieliwonik 45                                                 | 1            | 7            | 9:3          |
| 6 665 | 12.09.1976 Elbląg               | II Liga - 5 kol.  | -              | W              | Olimpia Elbląg                 | 1:0            |                                                                           | 4            | 7            | 9:4          |
| 7 666 | 19.09.1976 Białystok            | II Liga - 6 kol.  | 15000          | D              | Polonia Bydgoszcz              | 1:0            | Sieliwonik 86'                                                            | 3            | 9            | 10:4         |
| 8 667 | 26.09.1976 Lublin               | II Liga - 7 kol.  | 6000           | W              | Motor Lublin                   | 1:0            |                                                                           | 4            | 9            | 10:5         |
| 9 668 | 3.10.1976 Białystok             | II Liga - 8 kol.  | 8000           | D              | Bałtyk Gdynia                  | 2:1            | Stankiewicz 33' Cieślik 60'                                               | 3            | 11           | 12:6         |
| 10 669 | 10.10.1976 Wałbrzych            | II Liga - 9 kol.  | -              | W              | Zagłębie Wałbrzych             | 3:0            |                                                                           | 5            | 11           | 12:9         |
| 11 670 | 17.10.1976 Białystok            | II Liga - 10 kol. | 6000           | D              | Stoczniowiec Gdańsk            | 1:2            | Sieliwonik 52'                                                            | 5            | 11           | 13:11        |
| 12 671 | 24.10.1976 Poznań               | II Liga - 11 kol. | -              | W              | Olimpia Poznań                 | 2:1            | Drumski 20'                                                               | 8            | 11           | 14:13        |
| 13 672 | 7.11.1976 Białystok             | II Liga - 12 kol. | 6000           | D              | Ursus Warszawa                 | 0:1            |                                                                           | 10           | 11           | 14:14        |
| 14 673 | 14.11.1976 Koszalin             | II Liga - 13 kol. | 3000           | W              | Gwardia Koszalin               | 1:1            | Bielak 75'                                                                | 10           | 12           | 15:15        |
| 15 674 | 21.11.1976 Białystok            | II Liga - 14 kol. | 5000           | D              | Zawisza Bydgoszcz              | 2:0            | Bielak 8' Szalecki 80'                                                    | 8            | 14           | 17:15        |
| 16 675 | 28.11.1976 Świdnik              | II Liga - 15 kol. | -              | W              | Avia Świdnik                   | 0:2            | Gościłowicz 8' Laskowski 62'                                              | 7            | 16           | 19:15        |
| 17 676 | 20.03.1977 Białystok            | II Liga - 16 kol. | 12000          | D              | Gwardia Warszawa               | 1:1            | Cieślik 55'                                                               | 6            | 17           | 20:16        |
| 18 677 | 27.03.1977 Gdańsk               | II Liga - 17 kol. | 10000          | W              | Lechia Gdańsk                  | 4:0            |                                                                           | 8            | 17           | 20:20        |
| 19 678 | 3.04.1977 Białystok             | II Liga - 18 kol. | 8000           | D              | Concordia Piotrków Trybunalski | 1:0            | Siejewicz 56'                                                             | 7            | 19           | 21:20        |
| 20 679 | 10.04.1977 Szczecin             | II Liga - 19 kol. | 1000           | W              | Arkonia Szczecin               | 1:1            | Cieślik 6'                                                                | 8            | 20           | 22:21        |
| 21 680 | 17.04.1977 Białystok            | II Liga - 20 kol. | 12000          | D              | Olimpia Elbląg                 | 1:0            | Sieliwonik 27'                                                            | 6            | 22           | 23:21        |
| 22 681 | 24.04.1977 Bydgoszcz            | II Liga - 21 kol. | 1500           | W              | Polonia Bydgoszcz              | 2:0            |                                                                           | 8            | 22           | 23:23        |
| 23 682 | 30.04.1977 Białystok            | II Liga - 22 kol. | 10000          | D              | Motor Lublin                   | 1:0            | Sikorski 4'                                                               | 6            | 24           | 24:23        |
| 24 683 | 8.05.1977 Gdynia                | II Liga - 23 kol. | -              | W              | Bałtyk Gdynia                  | 3:0            |                                                                           | 8            | 24           | 24:26        |
| 25 684 | 15.05.1977 Białystok            | II Liga - 24 kol. | 7000           | D              | Zagłębie Wałbrzych             | 0:1            |                                                                           | 9            | 24           | 24:27        |
| 26 685 | 22.05.1977 Gdańsk               | II Liga - 25 kol. | 1500           | W              | Stoczniowiec Gdańsk            | 0:0            |                                                                           | 8            | 25           | 24:27        |
| 27 686 | 29.05.1977 Białystok            | II Liga - 26 kol. | 10000          | D              | Olimpia Poznań                 | 1:0            | Sieliwonik 63'                                                            | 8            | 27           | 25:27        |
| 28 687 | 5.06.1977 Warszawa              | II Liga - 27 kol. | 1000           | W              | Ursus Warszawa                 | 2:0            |                                                                           | 8            | 27           | 25:29        |
| 29 688 | 9.06.1977 Białystok             | II Liga - 28 kol. | 8000           | D              | Gwardia Koszalin               | 1:1            | Cieślik 9'                                                                | 8            | 28           | 26:30        |
| 30 689 | 12.06.1977 Bydgoszcz            | II Liga - 29 kol. | 15000          | W              | Zawisza Bydgoszcz              | 3:0            |                                                                           | 10           | 28           | 26:33        |
| 31 690 | 19.06.1977 Białystok            | II Liga - 30 kol. | 3000           | D              | Avia Świdnik                   | 1:1            | Szwejkowski 24'                                                           | 10           | 29           | 27:34        |
| - rozgrywki ligowe, - rozgrywki pucharu polski, - rozgrywki pucharu ligi, - rozgrywki ligi europejskiej, - mecze barażowe lub eliminacyjne, - inne. Liczba meczów w sezonie:1 2 (wszystkie mecze na najwyższym poziomie rozgrywkowym)3 (wszystkie mecze w rozgrywkach ligowych bez baraży) , Puchar Polski: 2 (mecze Pucharu Polski na szczeblu centralnym)3 (wszystkie mecze w Pucharze Polski) |                                 |                   |                |                |                                |                |                                                                           |              |              |              |

## Mecze towarzyskie
- 15-31 lipca 1976 zgrupowanie w Ostrołęce.
- Luty 1977 zgrupowanie w Augustowie, następnie od 8 lutego obóz w Szczyrzycu.

| Mecze i wyniki | Mecze i wyniki       | Mecze i wyniki | Mecze i wyniki | Mecze i wyniki | Mecze i wyniki                 | Mecze i wyniki | Mecze i wyniki             |
| Lp.            | Data, Kraj, Miasto   | Mecze          | Frekw.         | D/W            | Przeciwnik                     | Wynik          | Strzelcy bramek            |
| -------------- | -------------------- | -------------- | -------------- | -------------- | ------------------------------ | -------------- | -------------------------- |
| 1              | 25.07.1976 Łomża     | tow.           | -              | W              | Piast Gliwice (2 poziom)       | 0:2            |                            |
| 2              | ?.07.1975 Ostrołęka  | tow.           | -              | W              | MZKS Narew Ostrołęka (3 poz.)  | 1:1            |                            |
| 3              | ?.07.1975 Białystok  | tow.           | -              | D              | Włókniarz Białystok (4 poziom) | 2:0            |                            |
| 4              | ?.07.1975 Białystok  | tow.           | -              | D              | Włókniarz Białystok (4 poziom) | 4:0            |                            |
| 5              | 28.09.1975 Białystok | tow.           | -              | D              | Arka Gdynia (1 poziom)         | 2:0            | [ 2 ]                      |
| 6              | ?.02.1976 Szczyrzyc  | sparing        | -              | D              | Chemik Szczecin (? poz.)       | 4:3            |                            |
| 7              | ?.02.1976 Szczyrzyc  | sparing        | -              | D              | Chemik Szczecin (? poz.)       | 4:2            |                            |
| 8              | ?.02.1976 Warszawa   | sparing        | -              | W              | Legia II Warszawa (4 poziom)   | 1:3            | Bielak, Sieliwonik, Wróbel |